# Sven Hannawald
Sven Hannawald (Erlabrunn, RDA, 9 de noviembre de 1974) es un deportista alemán que compitió en salto en esquí. 
Participó en dos Juegos Olímpicos de Invierno, obteniendo en total tres medallas, plata en Nagano 1998, en la prueba por equipos (junto con Martin Schmitt, Hansjörg Jäkle y Dieter Thoma), y dos en Salt Lake City 2002, oro por equipos (con Stephan Hocke, Michael Uhrmann y Martin Schmitt) y plata en el trampolín normal individual.
Ganó cuatro medallas en el Campeonato Mundial de Esquí Nórdico, en los años 1999 y 2001.

## Palmarés internacional
| Juegos Olímpicos   | Juegos Olímpicos                | Juegos Olímpicos  | Juegos Olímpicos |
| Año                | Lugar                           | Medalla           | Prueba           |
| ------------------ | ------------------------------- | ----------------- | ---------------- |
| 1998               | Nagano (Japón)                  | Medalla de plata  | TG por equipos   |
| 2002               | Salt Lake City (Estados Unidos) | Medalla de oro    | TG por equipos   |
| 2002               | Salt Lake City (Estados Unidos) | Medalla de plata  | TN individual    |
| Campeonato Mundial |                                 |                   |                  |
| Año                | Lugar                           | Medalla           | Prueba           |
| 1999               | Ramsau (Austria)                | Medalla de oro    | TG por equipos   |
| 1999               | Ramsau (Austria)                | Medalla de plata  | TG individual    |
| 2001               | Lahti (Finlandia)               | Medalla de oro    | TG por equipos   |
| 2001               | Lahti (Finlandia)               | Medalla de bronce | TN por equipos   |